# Landesdenkmal für die Befreiungskrieger 1813–1815

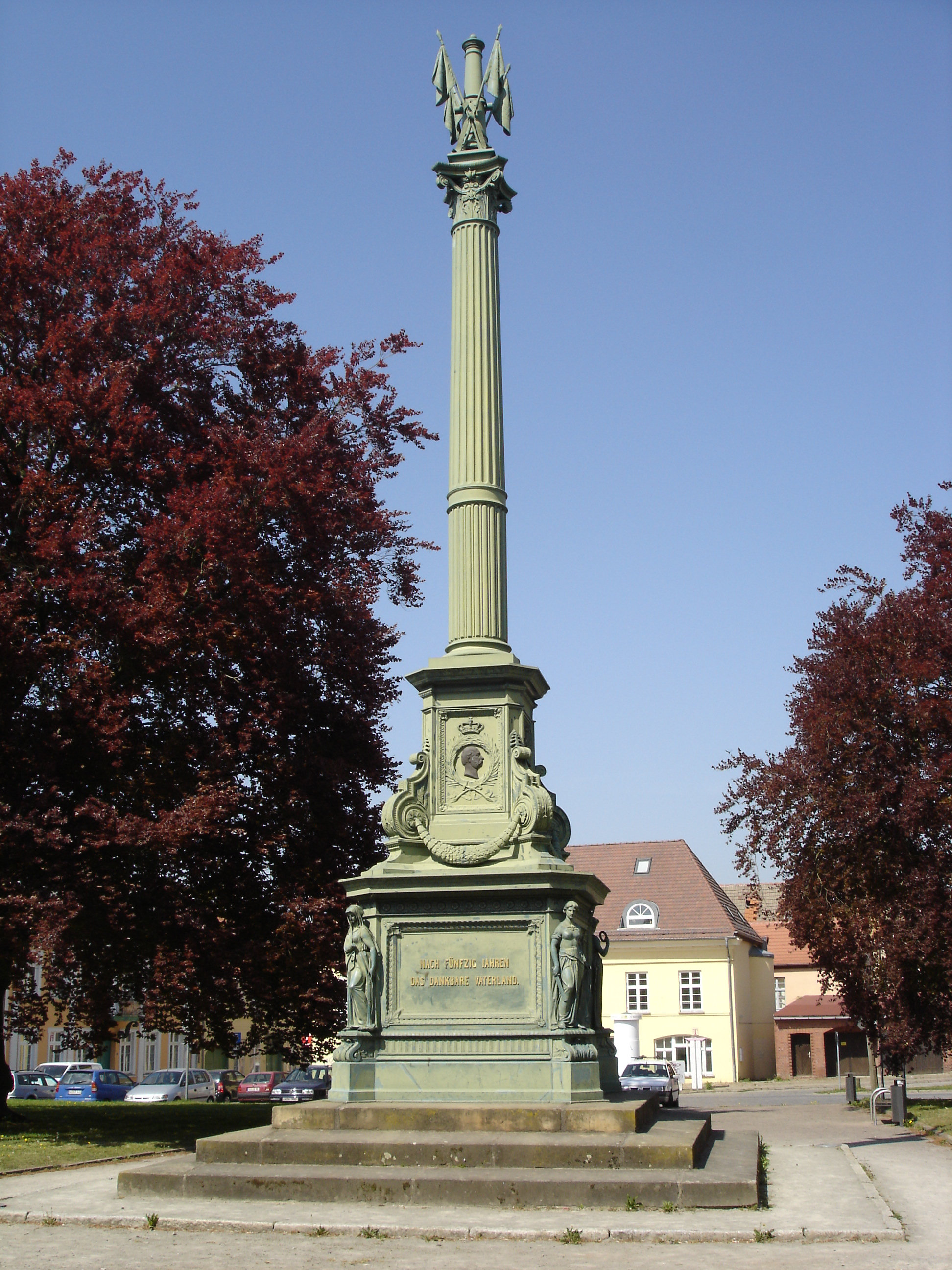

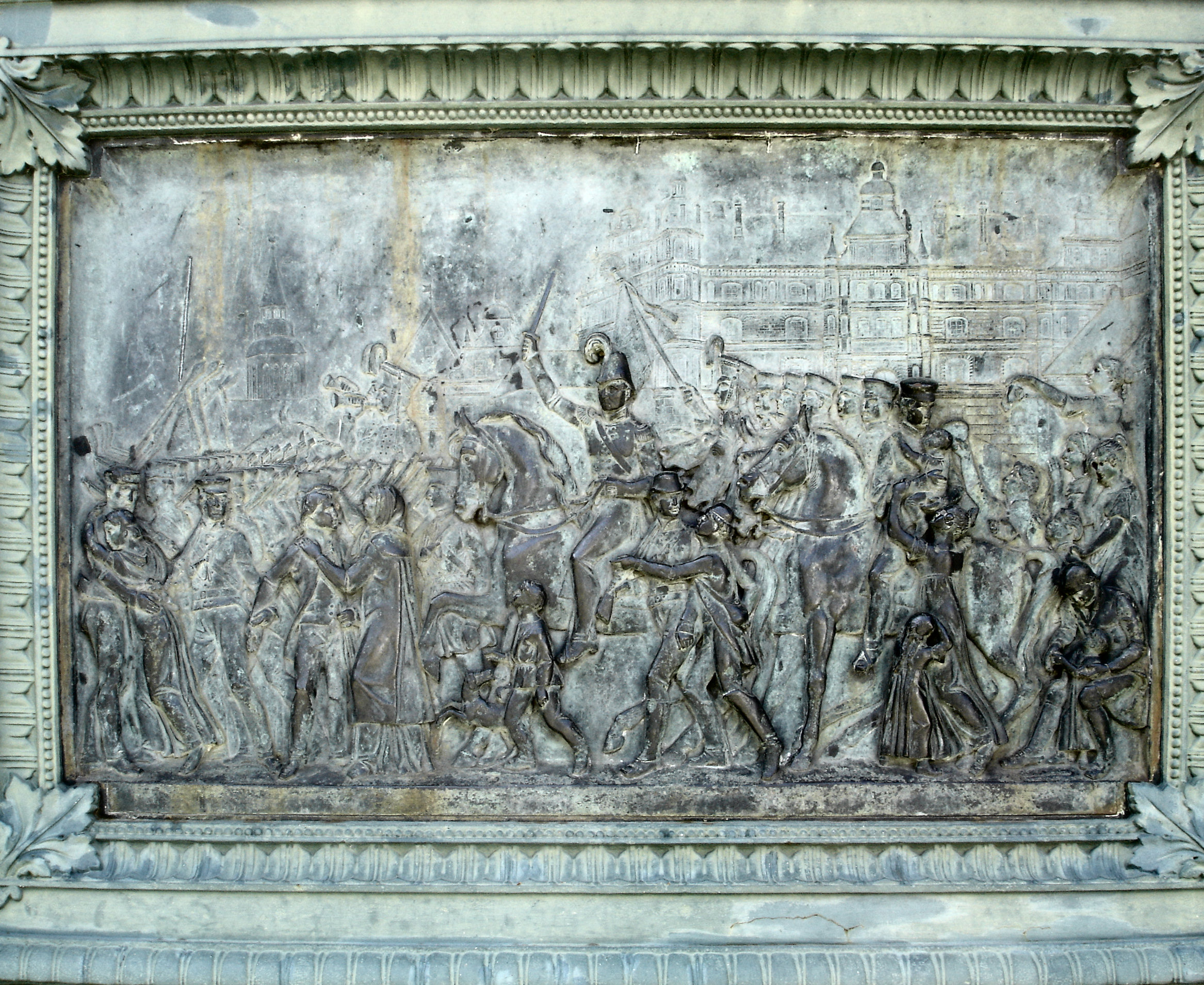
Detail

Das Landesdenkmal für die Befreiungskrieger 1813–1815 ist ein Denkmal am Franz-Parr-Platz in Güstrow. Errichtet wurde es 1863–1865 nach einem Entwurf des Architekten und Schweriner Hofbaurats Hermann Willebrand. Die bildhauerischen Arbeiten schuf Georg Wiese, wohl nach Entwürfen von Albert Wolff. Die Finanzierung erfolgte durch eine Initiative Güstrower Bürger und durch eine Geldsammlung unter Teilnehmern und Angehörigen der Befreiungskriege in Vorbereitung auf das 50-jährige Jubiläum. Die Grundsteinlegung erfolgte am 27. März 1863, enthüllt wurde das Denkmal am 12. Juli 1865.
Wegen akuter Einsturzgefahr wurde das seinerzeit zweitgrößte Gusseisen-Denkmal Deutschlands ab April 1987 umfangreich restauriert, erst nach über sieben Jahren wurden die Arbeiten am 8. Oktober 1994 abgeschlossen. Die Restaurierung führten der Berliner Wolfgang Gummelt und Wolfgang Ziesemer von der Güstrower Denkmalpflege GmbH durch.